# Harttia torrenticola
Harttia torrenticola är en fiskart som beskrevs av Oyakawa, 1993. Harttia torrenticola ingår i släktet Harttia och familjen Loricariidae. Inga underarter finns listade i Catalogue of Life.